# 镇海市民广场站
镇海市民广场站是浙江省宁波市建设中的一座地下城市轨道交通车站，属于宁波轨道交通7号线。车站计划于2026年底启用。

## 车站形制
镇海市民广场站位于镇海区骆驼街道镇海大道、金华路口，沿镇海大道东西向布置。车站为地下二层岛式车站，长211米，宽18.3米，总建筑面积为13265平方米。

## 出口
镇海市民广场站规划设置4个出口。